# Vía Julia Augusta

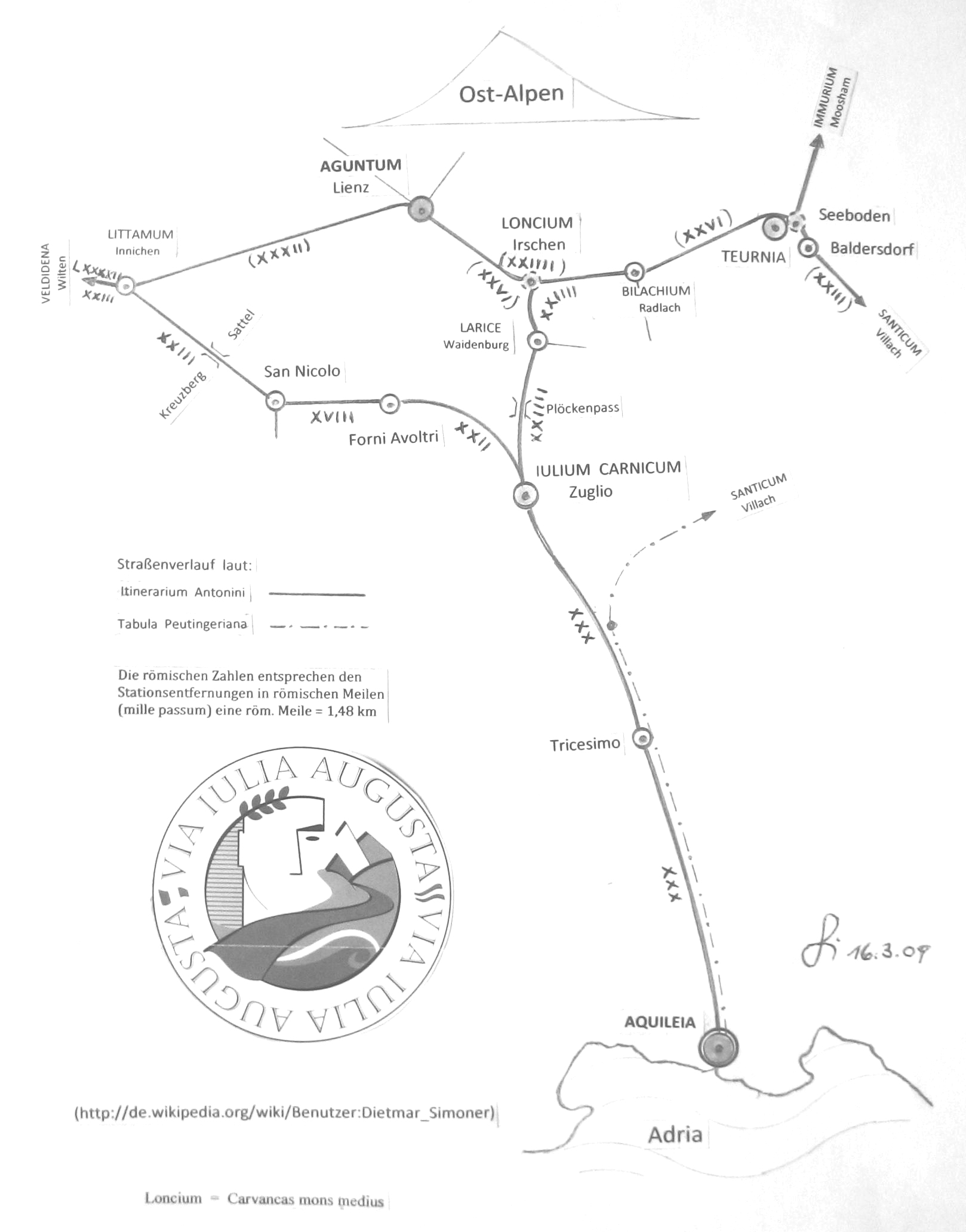
La ruta de la Via Iulia Augusta

La vía Julia Augusta es un importante calzada romana que une Picenza con el río Var, a lo largo de las costas de la Liguria y la Costa Azul, hacia el Ródano. Podría unir la Galia Cisalpina con la Galia Trasalpina, mediante la prolongación de la Vía Emilia y la vía Aurelia.

## Introducción
Señalizada poco después de la finalización de la conquista de los Alpes Marítimos en contra de las tribus ligures (del -14 al 14 desp. de C ), entre el 1 de julio del -13 y el 30 de junio del -12 por el emperador Augusto, (julio es el mes de Julio César, y agosto el de Augusto, de ahí el nombre dado a la vía). Esta vía retoma, en esencia, una ruta ya existente, pero su señalización, con imponentes miliarios, numerados desde Roma, hacen de ella uno de los más grandes trabajos del naciente Imperio. En estado ruinoso a comienzos de siglo II, fue restaurada por Adriano y Caracalla en el siglo III.
En territorio francés, existen algunos fragmentos de su ruta y cinco miliarios están considerados como monumentos históricos en la comuna de La Turbie, específicamente los lugares llamados Languessa ,  Saint-Pierre y Peiralonga.
También existía allí otra vía romana que llevaba el mismo nombre. La que partía de Aquileia en la costa adriática, y recorría las actuales regiones austríacas de Carintia y del Tirol.